# Guerra austro-turca (1716-1718)
La sesta guerra austro-turca ebbe inizio nel 1716 e durò fino al 1718. Essa vide opporsi l'Impero asburgico, alleato della Repubblica di Venezia, contro l'Impero ottomano, e fu l'estensione del conflitto fra quest'ultimo e la Serenissima, la seconda guerra di Morea, iniziata nel 1714.

## Premesse
Alla fine della guerra austro turca dal 1683 al 1699 l'Impero ottomano dovette, con la pace di Carlowitz del 1699, rinunciare a tutti i territori a nord del Danubio (con la sola eccezione del Banato) occupati dall'Austria, a favore di quest'ultima e riconoscere la sovranità veneziana sulla Morea (Peloponneso). La debolezza dell'Impero ottomano non consentì a quest'ultimo, negli anni subito successivi, la riconquista dei territori perduti.
In quel periodo ebbe luogo solo una guerra di confine fra turchi e russi, terminata nel 1711 con il successo turco che fu sancito dalla pace del Prut. Incoraggiati da questo successo, i turchi progettarono una revisione del trattato di pace di Carlowitz, volgendosi prima contro la Repubblica di Venezia che pareva loro il punto più debole dell'alleanza, ritenendo che l'Austria, indebolita dalla Guerra di successione spagnola (1701–1714) appena terminata, non sarebbe entrata in guerra a fianco dell'alleato veneto.

## Lo svolgimento del conflitto

### La guerra fino alla partecipazione austriaca

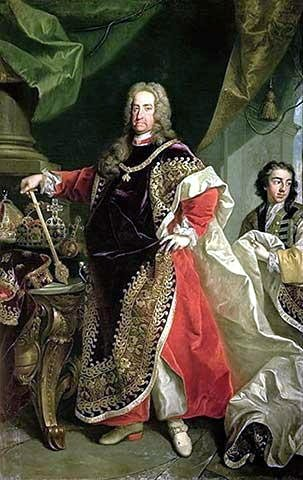
L'imperatore Carlo VI (1685-1740)

Con il pretesto dell'asilo politico dato dalle autorità veneziane al vladica di Montenegro, in contrasto con la Porta, e di alcune violazioni della legge turca da parte di commercianti veneti, il 9 dicembre 1714 l'impero ottomano, di cui era allora sultano Ahmed III, dichiarò guerra alla Repubblica Veneta (seconda guerra di Morea), ma solo nell'estate successiva ebbero inizio le operazioni militari vere e proprie. Nel giugno 1715 un esercito turco forte di oltre 80 000 uomini, diede avvio all'invasione della regione veneziana del Peloponneso. Contro tali forze la Serenissima poteva opporre solo un esercito di meno di 10 000 uomini. Essi si asserragliarono nelle principali piazze fortificate della penisola, cosicché i turchi poterono occupare nel corso dello stesso mese l'intera Morea.
Posta in grave difficoltà, Venezia si appellò quindi agli impegni presi dall'Austria con la Lega Santa del 1683 che avrebbero imprescindibilmente richiesto l'intervento militare austriaco a fianco dell'alleato. L'imperatore Carlo VI esitava a causa della situazione finanziaria e militare che la Guerra di successione spagnola aveva indebolito ma quando Papa Clemente XI decise di stanziare una forte somma a favore dell'intervento austriaco e dopo aver ottenuto dalla Francia garanzie di non intervento nei territori italiani occupati dall'Austria, rinnovò il 13 aprile 1716 il patto con la repubblica di Venezia e decise di entrare in guerra a suo fianco contro gli ottomani.

### 1716: La battaglia di Petervaradino

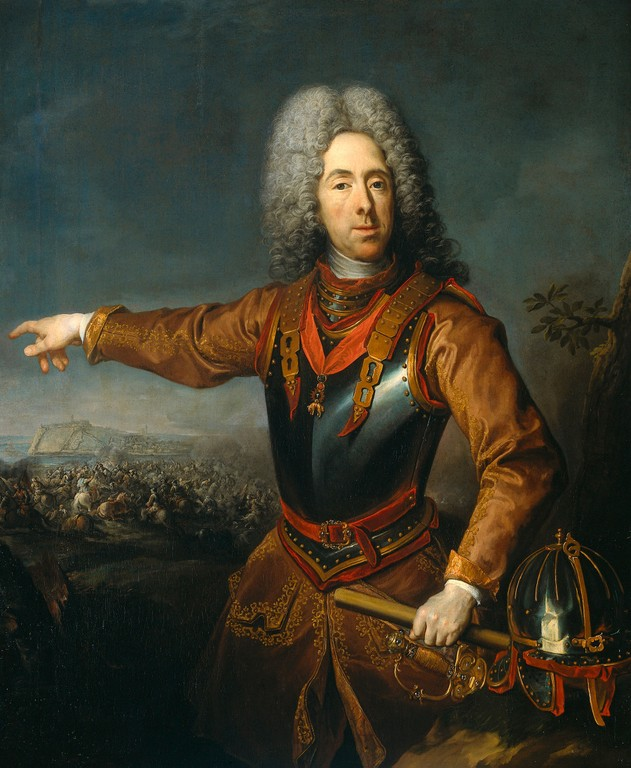
Il principe Eugenio di Savoia (1663-1736), ritratto di Jacob van Schuppen (1718)

Nel luglio del 1716 una gigantesca armata turca, il cui ammontare fu valutato in 200 000 uomini marciava in direzione di Petervaradino, Il principe Eugenio, presidente dal 1703 dell'Alto Consiglio di Corte, aveva a disposizione circa 70 000 effettivi. All'inizio di agosto entrambi gli eserciti si trovarono nella zona di Petervaradino: l'armata austriaca era schierata fra le paludi sulle rive del Danubio e la fortezza mentre i turchi avevano raggiunto le vicine alture e si trovavano in evidente posizione di vantaggio. I generali del principe Eugenio suggerivano una tattica difensiva: o concentrarsi nella difesa della fortezza o attendere al riparo delle trincee sulle rive del Danubio, ma l'attitudine del principe all'iniziativa non era in sintonia con questi consigli e così egli ordinò l'attacco alle postazioni ottomane per il 5 agosto.
Inizialmente il centro dello schieramento austriaco si trovò in difficoltà e si prospettava il pericolo di un cedimento. Il principe Eugenio però riuscì con una manovra della cavalleria da lui direttamente condotta, ad aprirsi un varco nel fianco sinistro dello schieramento turco e i cavalleggeri ottomani furono letteralmente disarcionati dai corazzieri imperiali. Dopo cinque ore di combattimento la battaglia ebbe fine: 5 000 austriaci e 30 000 turchi avevano perso la vita. Inoltre le truppe dell'imperatore Carlo VI raccolsero un enorme bottino.
La battaglia, assieme con quella di Corfù, si ritiene sia quella vittoria promessa ad un ragazzino dalla Madonna nell'apparizione di Pellestrina (Venezia) del 1716, per la quale due anni dopo fu edificata una nuova chiesa, oggi santuario e monumento nazionale, oggetto di sentite celebrazioni annuali anche ai tempi nostri.

### La presa di Temesvár
Dopo la vittoriosa battaglia di Petervaradino, il principe Eugenio volle approfittare strategicamente del vantaggio acquisito con il favorevole esito della medesima, per cui volse le sue forze alla conquista di Belgrado. Questa era una vera e propria fortezza, posta alla confluenza sul Danubio con la Sava, per la conquista della quale non sarebbe sicuramente stato sufficiente il solo impiego della flottiglia armata fluviale. Egli decise quindi di attaccare prima la fortezza di Temesvár, la cui presa gli avrebbe consentito di occupare il Banato, ultima regione del vecchio Regno d'Ungheria ancora in mano turca. L'assedio della fortezza iniziò già nel mese di agosto e terminò inaspettatamente in ottobre, con la capitolazione della guarnigione turca e l'autorizzazione alla popolazione civile ottomana di lasciare la città e trasferirsi a Belgrado, ancora in mano ai turchi. Con la cessione di Temesvár all'Austria ebbe termine più di un secolo e mezzo di dominio turco sul Banato, il quale rimase territorio degli Asburgo fino alla fine della prima guerra mondiale.

### La battaglia di Belgrado

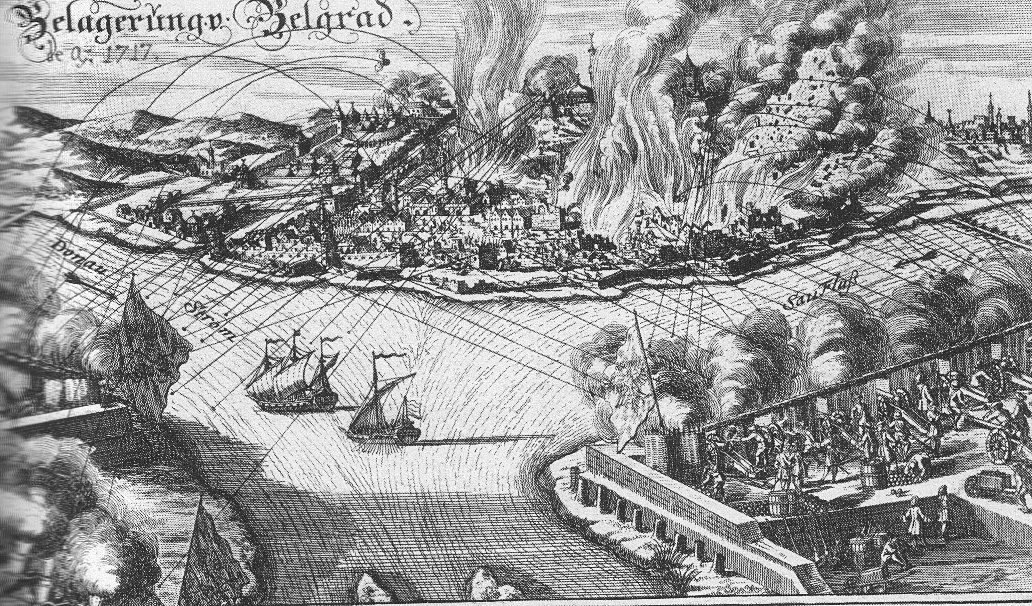
Assedio di Belgrado del 1717

A quel momento era possibile attaccare la città fortificata di Belgrado. A causa delle anse del Danubio e della Sava allo sfociare di quest'ultima nel primo, la città poteva essere attaccata direttamente solo dal lato meridionale. Il valore militare di questa postazione era sia quello di baluardo contro un attacco da sud-est che l'impraticabilità di un attacco da nord-ovest. Inoltre Belgrado era in una posizione chiave per il dominio sui Balcani. Nel 1688 la città era già stata sottratta ai turchi che la riottennero però due anni dopo. Il principe Eugenio, che nella battaglia del 1688 era rimasto seriamente ferito, sollecitò, sostenuto in ciò anche dall'imperatore asburgico, la rapida costituzione di una flottiglia armata sul Danubio, che egli riteneva indispensabile alla presa della fortezza. Questa aveva il compito di tener testa alla esperta e battagliera forza turca del Danubio e di garantire la copertura alle forze dell'esercito imperiale. L'equipaggio per la flotta, costruita in fretta e furia, fu reclutato nei Paesi Bassi asburgici.
Il 13 maggio 1717, la vigilia della nascita della futura imperatrice Maria Teresa, il principe Eugenio lasciò Vienna e raggiunse le sue truppe presso Futtak. Il 9 giugno, prima ancora del ricongiungimento di tutti i suoi corpi d'armata, egli iniziò la marcia su Belgrado alla testa di circa 70 000 uomini, ai quali si aggiunsero 6 000 bavaresi comandati dal generale Alexander von Maffei, ed altre forze austriache. Attraversato il Danubio nei giorni 15 e 16 giugno, senza incontrare resistenza alcuna, l'artiglieria imperiale prese posizione e si iniziò lo scavo di trincee sia contro la fortezza che alle spalle dell'esercito per proteggerlo dall'attacco dell'esercito turco di rinforzo, stimato dalle informazioni ricevuta dal principe Eugenio, in 150 000 uomini. In effetti questo giunse di fronte alle truppe imperiali il 28 giugno ma anziché attaccarle preferì attestarsi costruendo proprie trincee di fronte a quelle asburgiche.
Ora gli assedianti erano divenuti a loro volta assediati ed il piano originario di Eugenio di Savoia di eliminare l'esercito turco di rinforzo e quindi poter conquistare la città era fallito, visto che questo si era limitato a trincerarsi senza attaccare. L'esercito asburgico invece era ora preso fra la tenaglia le cui ganasce erano la fortezza e le truppe ottomane di rinforzo e fra le sortite degli assediati, le cannonate da entrambe le parti e gli attacchi di febbre malarica, Eugenio vedeva il proprio esercito assottigliarsi. La situazione stava divenendo critica, poiché il trascorrere del tempo giocava a favore dei turchi, ma quando le dimensioni del problema stavano diventando preoccupanti, improvvisamente, il 14 di luglio, Belgrado fu scossa da una violentissima esplosione: un colpo di mortaio aveva centrato il magazzino delle polveri ed in un solo colpo morirono più di 3 000 difensori. A causa di questo evento e con la visione di una severa sconfitta di fronte agli occhi, il principe Eugenio convocò il suo Stato Maggiore ed impartì gli ordini per l'attacco all'armata turca di rinforzo. Nella notte del 16 agosto ebbe luogo l'attacco di sorpresa, fanteria al centro e cavalleria alle ali. Ad eccezione della guarnigione a difesa delle trincee di fronte alla fortezza, tutti dovettero partecipare alla battaglia.
Quando l'armata imperiale si preparava all'attacco notturno del 16 agosto, i turchi non si accorsero di nulla, dato che allora un attacco notturno era cosa inconsueta. Allorché le prime ore di combattimento erano trascorse e si stava facendo chiaro, emerse al centro dello schieramento asburgico una falla, della quale approfittò l'esercito turco per un contrattacco. Il principe Eugenio allora inviò la sua riserva per fermare il nemico, comandandone egli stesso la cavalleria. Il contrattacco ottomano fu respinto e di conseguenza le sue trincee espugnate, per cui i turchi persero l'ordine di combattimento e il loro esercito si trasformò in un flusso disordinato di fuggitivi.
Alle 10 del mattino la battaglia era vinta e la guarnigione della fortezza capitolò alla notizia della sconfitta, autorizzata a lasciare Belgrado liberamente. Le perdite turche assommarono a circa 20 000 uomini e ad un'incalcolabile quantità di materiale bellico, munizioni e vettovaglie. Da questa battaglia trasse spunto il canto popolare: Il Principe Eugenio, nobile Cavaliere.

## La pace di Passarowitz del 1718

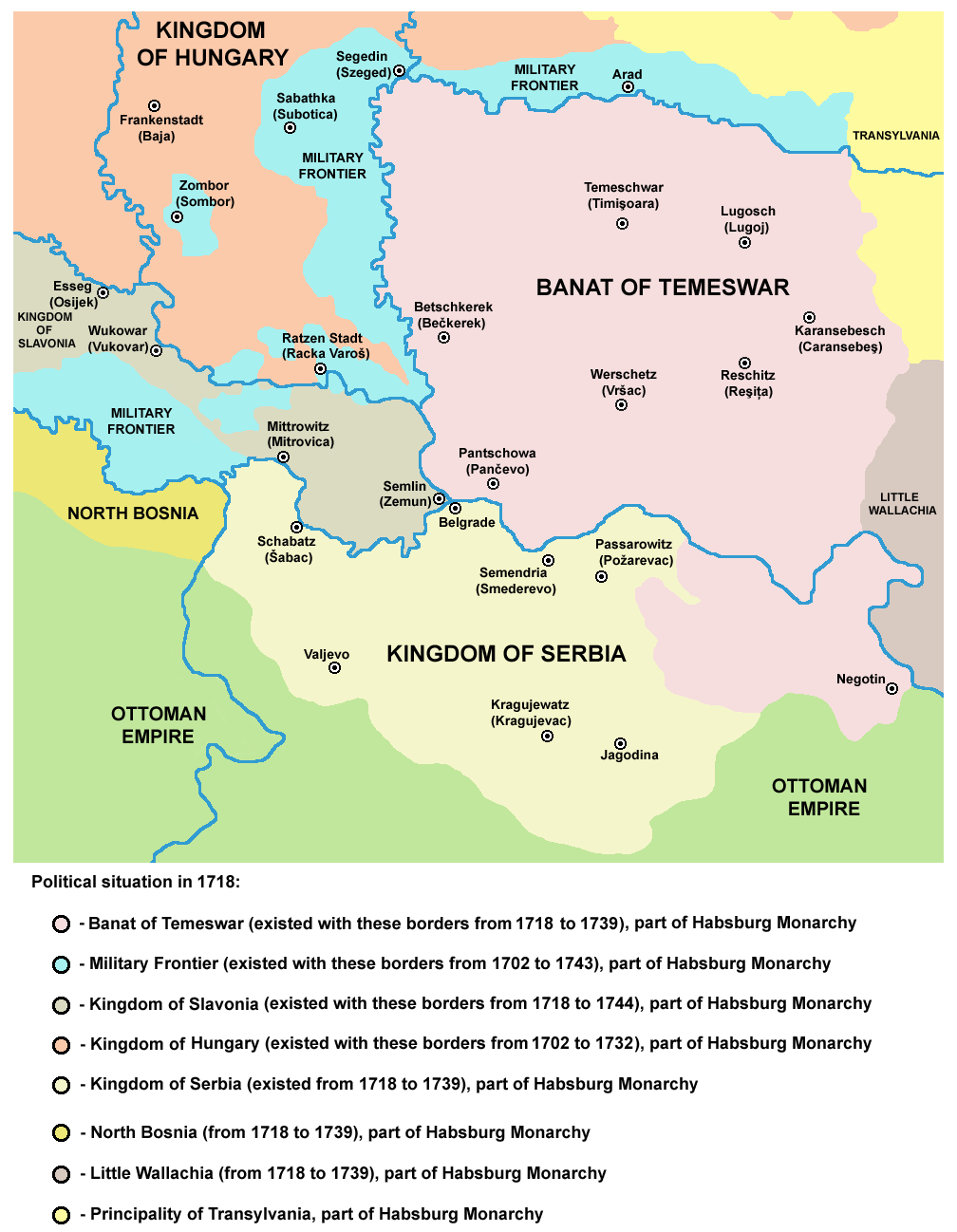

Dopo le numerose sconfitte subite in questa guerra l'impero ottomano era pronto alla pace, così come quello asburgico, che nel novembre 1717 aveva assistito pressoché impotente alla invasione della Sardegna, allora in mano asburgica, da parte delle truppe spagnole.
Il 21 luglio 1718, grazie anche alla mediazione delle potenze della Triplice Alleanza (Inghilterra, Francia e Paesi Bassi), unitesi il 4 gennaio 1717 contro le mire espansionistiche della Spagna di Filippo V di Borbone-Spagna, fu firmato a Passarowitz un trattato di pace, che confermava le posizioni acquisite: l'Austria ottenne il Banato, la Valacchia occidentale, la Serbia settentrionale con la città di Belgrado e parte della Bosnia. Con la Pace di Passarowitz Venezia dovette rinunciare alla Morea ma poté conservare le Isole Ionie ed estendere i propri domini in Dalmazia con le fortezze di Butrinto, Parga, Prevesa e Vonitza.

## Considerazioni conclusive
La fine del conflitto nei Balcani consentì all'Austria di unirsi alla Triplice Alleanza nella guerra contro la Spagna (2 agosto 1718), che fu chiamata Guerra della Quadruplice Alleanza.
Con la pace di Passarowitz il pericolo dell'espansione ottomana in Europa fu definitivamente scongiurato. L'Austria consolidò la sua posizione grazie alle conquiste territoriali ottenute dal principe Eugenio raggiungendo così la sua massima espansione. È vero che nella successiva guerra austro-turca del 1736-1739 i territori occupati a sud del Danubio furono nuovamente perduti ma quelli a nord rimasero nel dominio asburgico fino alla sua fine. Il 1718 rimase convenzionalmente considerato l'anno in cui l'Austria assurse al ruolo di grande potenza, anche se la sua situazione finanziaria era allora pericolosamente prossima alla bancarotta.